# 3-メチレンオキシインドールレダクターゼ
3-メチレンオキシインドールレダクターゼ（3-methyleneoxindole reductase）は、次の化学反応を触媒する酸化還元酵素である。
3-メチルオキシインドール + NADP+ {\displaystyle \rightleftharpoons } 3-メチレンオキシインドール + NADPH + H+
反応式の通り、この酵素の基質は3-メチルオキシインドールとNADP+、生成物は3-メチレンオキシインドールとNADPHとH+である。
組織名は3-methyl-1,3-dihydroindol-2-one:NADP+ oxidoreductaseである。